# Scheelegatan, Stockholm

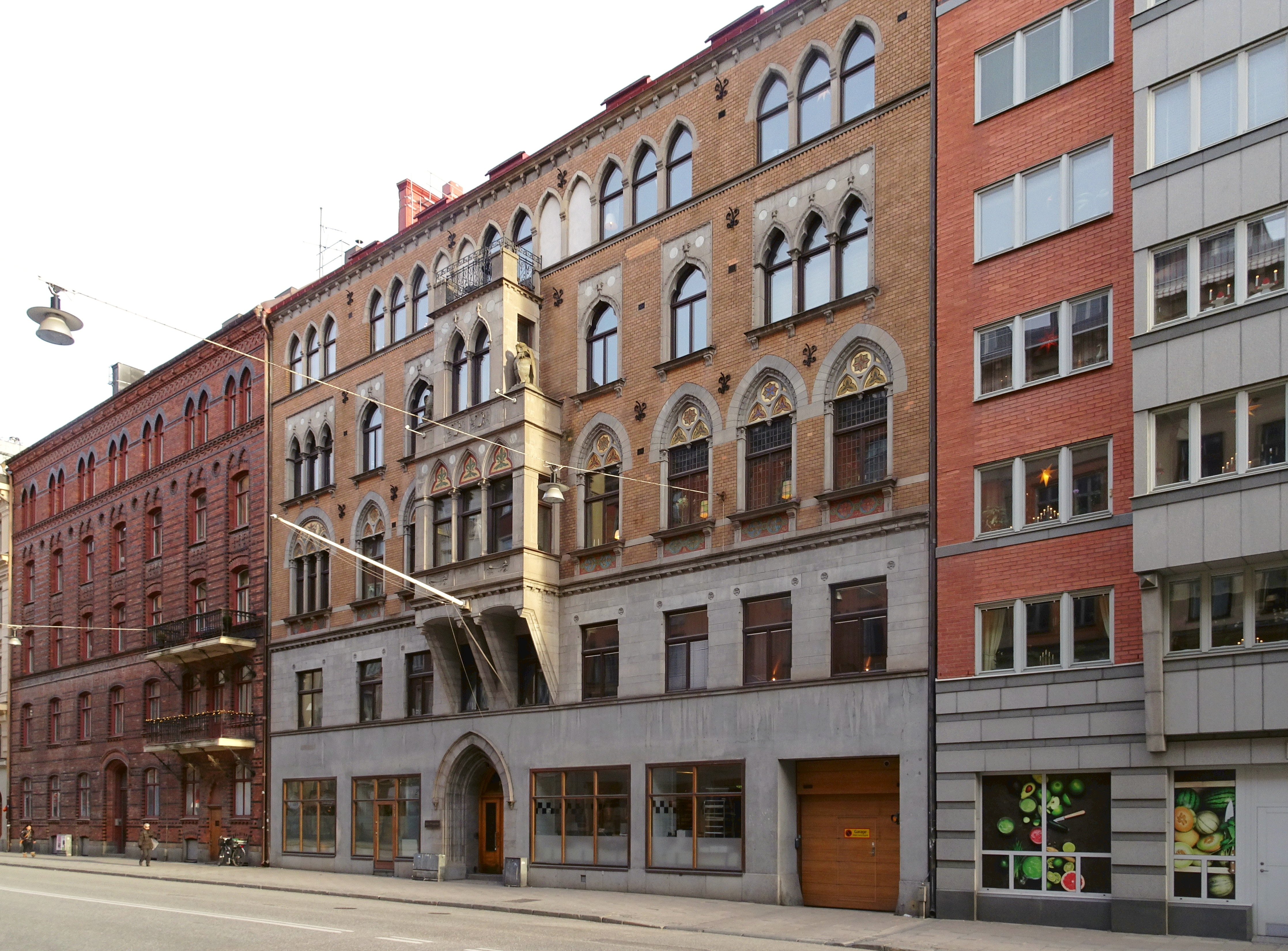
Pagen 14, Scheelegatan 18, 2018.

Scheelegatan är en gata i stadsdelen Kungsholmen i Stockholm. Gatan sträcker sig från Hantverkargatan i söder till  Barnhusbron och Barnhusviken i norr. Förlängningen mot söder till Norr Mälarstrand utgörs av Kungsholmstorg.
Scheelegatan fick sitt namn vid stora namnrevisionen 1885 under kategorin "fosterländska historiska namn", efter kemisten Carl Wilhelm Scheele. Dessförinnan hette gatan  Trädgårdsgatan, eftersom det fanns många trädgårdar i omgivningen, även Bergsgatan i närheten hette så på 1640-talet. På Kungsholmskartan från 1754 slutade Trädgårdsgatan vid Reparebansgatan (nuvarande Fleminggatan). Eftersom gatan var en tvärgata fick den även namn som “tvärgränden” och “gränden”. Fram till 1970-talet slutade Scheelegatan vid Fleminggatan men förlängdes sedan norrut för att ansluta till den nybyggda Barnhusbron.
Den mest kända byggnaden vid Scheelegatan är Stockholms rådhus som uppfördes åren 1909-1915 efter ritningar av arkitekten Carl Westman. Vid korsningen med Fleminggatan ligger Trygg-Hansa-huset, ritat av Anders Tengbom 1976.
Mellan åren 1910 och 1916 hade Radiumhemmet sina lokaler på våning 2 och fyra trappor i hörnhuset Scheelegatan 10 / Bergsgatan.